# Galeus arae
Galeus arae es una especie de peces de la familia Scyliorhinidae en el orden de los Carcharhiniformes.

## Morfología
• Los machos pueden llegar alcanzar los 36 cm de longitud total.

## Características
- Su carne posee un fuerte olor característico a amoníaco, lo que la hace incomestible.

## Hábitat
Es un pez de mar y de clima tropical que vive entre 250-750 m de profundidad.

## Reproducción
Es ovíparo.

## Distribución geográfica
Se encuentra desde Carolina del Sur hasta Florida, el norte del Golfo de México y la costa del Mar Caribe entre Belice y Nicaragua.